# Исока
Исока (на английски: Isoka) е град в източната част на Северна Замбия. Намира се в Северната провинция на страната на около 1480 m надморска височина. Разположен е близо до границата с Танзания и Малави. Населението му е 17 295 жители (по данни за 2010 г.).